# Machete Kills
Machete Kills és una pel·lícula dels Estats Units d'acció i ciència-ficció del 2013. Està dirigida i produïda per Robert Rodríguez i Sergei Bespalov, Aaron Kaufman i Alexander Rodnyansky. És protagonitzada per Danny Trejo i Michelle Rodríguez, i compta amb la participació especial de la cantautora Lady Gaga.